# Вооружённые силы Испании
Вооружённые силы Испании (исп. Fuerzas Armadas de España) — совокупность войск и сил Королевства Испании предназначенная для защиты свободы, независимости и территориальной целостности государства.
Состоят из органов управления, сухопутных войск, военно-морских, военно-воздушных сил и специальных служб. Главнокомандующим является король Испании Филипп VI, министром обороны — Маргарита Роблес.

## История
После поражения в испано-американской войне 1898 года в Испании началось реформирование вооружённых сил.
В 1899 году в Пиренейских горах были созданы специализированные подразделения для действий в горной местности (batallones de Infantería de montaña).
На 1904 год вооружённые силы состояли из:
- армии, имевшей в мирное время 10 132 офицера и 83 000 нижних чинов, с 16 065 лошадьми, не считая чинов полиции (19 900 человек) и пограничной стражи (14 660 человек). В военное время общее число войск могло быть доведено до 214 000 человек;
- флота, имевшего в мирное время 15 727 человек экипажа и 63 судна, с 410 орудиями (из них 10 - бронированных с 265 орудиями).[3]

В 1914 году испанская армия насчитывала 128 000 человек личного состава по штатам мирного времени (а в военное время могла быть увеличена до 220 000), однако восстановление военного флота проходило медленно. В результате, в первой мировой войне Испания сохраняла нейтралитет.
В ходе реформирования организационно-штатной структуры войск в 1918 году с целью повышения мобильности пехотных подразделений в составе армии были созданы три батальона велосипедистов (Batallones de Cazadores Ciclistas).
В 1936-1939 гг. в Испании шла гражданская война (незадолго до окончания боевых действий, 26 марта 1939 года правительство Франко подписало Антикоминтерновский пакт). Во второй мировой войне Испания официально не участвовала — 4 сентября 1939 года Франко подписал декрет о нейтралитете, однако 12 июня 1940 статус нейтралитета был заменён статусом «невоюющей стороны». В июне 1941 года была сформирована добровольческая «Голубая дивизия», которая воевала на стороне стран "оси" против СССР, в том числе участвовала в блокаде Ленинграда. В июле 1943 года Испания заявила о своём нейтралитете. 20 октября 1943 Франко принял решение о выводе «Голубой дивизии» с фронта и расформировании соединения, однако некоторое количество испанцев осталось на немецкой военной службе и в последующее время (Legión Azul).
В 1957 — 1958 годы Испания вела боевые действия в южной части Испанского Марокко.
Испания принимала ограниченное участие в войне во Вьетнаме. О участии Испании в войне было официально упомянуто в изданном в 1975 году документе министерства обороны США, однако правительство Испании рассекретило сведения о участии страны гораздо позже. В 2005 году стало известно, что после переговоров генерала А. Муньоса Гранде с военными США Франко разрешил отправить в Южный Вьетнам группу из 30 человек при условии, что участие Испании в войне останется в тайне. Первые 12 испанцев прибыли в страну в 1966 году (это был армейский офицер и медики, начавшие работать в военном госпитале "Truong Cong Dinh" в 45 км от Сайгона), всего с 1966 до 1971 года во Вьетнаме находилось около 100 испанцев.
В 1975 — 1976 гг. общая численность вооружённых сил составляла 303 тыс. человек (из них 220 тыс. в составе сухопутных войск, 36 тыс. в ВВС и 47 тыс. в ВМФ), численность резервистов - 500 тыс. человек, продолжительность срочной службы - 18 месяцев; к началу 1977 года численность войск была сокращена до 302 тыс. человек.
30 мая 1982 года Испания была принята в НАТО.
В 1991 году вооружённые силы Испании участвовали в войне в Персидском заливе.
С 1992 года вооружённые силы Испании участвуют в деятельности «Межсоюзной конфедерации офицеров резерва» (CIOR), которая является ассоциированной организацией при НАТО. С 1994 года военнослужащие Испании служат в составе Еврокорпуса.
С 2001 до мая 2021 года Испания принимала участие в войне в Афганистане.
В марте 2001 года в вооружённые силы Испании был проведен последний призыв, с 1 января 2002 года Испания отказалась от всеобщей воинской обязанности и перешла на комплектование войск контрактниками. В июне 2002 года было разрешено принимать на военную службу испаноязычных граждан латиноамериканских государств. Однако несмотря на зачисление на службу иностранцев (в основном, эквадорцев и колумбийцев), уже в 2003 году возникла проблема с доукомплектованием вооружённых сил до полной штатной численности.
С апреля 2003 по апрель 2004 года Испания участвовала в войне в Ираке.
3 декабря 2008 года Испания подписала конвенцию о отказе использования кассетных боеприпасов (вступившую в действие с 1 августа 2010 года).
В 2011 году Испания принимала участие в интервенции против Ливии, с 2013 года принимает участие в операции в Мали (13 апреля 2013 года в Мали прибыл испанский контингент из 50 военнослужащих). 
Кроме того, Испания участвует в миротворческих операциях ООН. Потери Испании за все время участия в миротворческих операциях ООН составили 42 человека погибшими.

## Современное состояние
По состоянию на начало 2022 года общая численность регулярных вооружённых сил составляла 122,85 тыс. человек, резерв - 15,15 тыс. человек; комплектование личным составом осуществлялось по контракту.
- сухопутные войска насчитывали 71,3 тыс. человек (штаб корпуса, два штаба дивизии, 4 региональных командования, шесть механизированных бригад, одна аэромобильная бригада, бригада РЭБ и связи, бригада МТО, полк РХБЗ и др.); на вооружении имелось 327 основных боевых танка (108 «Леопард-2А4» и 219 «Леопард-2Е»), 84 бронемашин В1 «Центауро», 187 бронированных разведывательных машин VEC-M1, 225 боевых машин пехоты «Pizarro», 903 бронетранспортёра (20 Bv-206S, 453 M113, 320 BMR-600/600M1 и 110 RG-31), 260 бронеавтомобилей Iveco LMV, 26 инженерных машин разминирования CZ-10/25E на шасси М60А1, 51 БРЭМ (16 «Leopard-2ER Büffel», 4 «Центауро-REC», 5 BMR REC, 14 «MaxxPro-MRV» и 12 на базе М113), 15 мостоукладчиков на шасси М60, 6 машин разминирования «Husky-2G», 1570 орудий полевой артиллерии; ПТРК «Спайк» и TOW; вертолёты (21 «Eurocopter Tiger», 17 CH-47D, 16 AS-332B, 18 AS-532UL/AL, 12 NH90TTH, 6 «Bell 205», 5 «Bell 212», 16 Eurocopter EC135); беспилотные летательные аппараты (2 «Searcher Mk.II-J» и 4 «Searcher Mk.III»); средства ПВО: 18 «Патриот» РАС-2, 38 MIM-23B, 8 NASAMS, 13 «Skyguard-Aspide», 67 35-мм зенитных установок GDF-005/007[15]
- военно-воздушные силы насчитывали 19,75 тыс. человек, на вооружении имелось 172 тактических истребителя, 11 патрульных самолётов, два самолёта-разведчика CN-235, три самолёта РЭБ, пять самолётов-заправщиков КС-130Н, 68 транспортных самолётов, 95 учебных самолётов, 38 транспортных вертолётов и средства ПВО (ЗРК «Skyguard-Aspide» и «Мистраль»)[15]
- военно-морские силы насчитывали 20,35 тыс. человек и включали в себя флот, морские силы реагирования, морскую авиацию и морскую пехоту[15]